# Civilt-militært samarbejde
Civilt-militært samarbejde (engelsk: Civilian Military Cooperation (CIMIC). beskriver samspillet mellem statslige eller ikke-statslige civile organisationer og militæret.

## Historie
Danmark begyndte, samtidig med mange andre NATO lande, at formalisere det civil-militære samarbejde efter erfaringerne fra krigen i Bosnien-Hercegovina i 1990'erne. I NATO sammenhænge gik det via begrebet "post conflict reconstruction" eller PCR. Hvor NATO-landene i fællesskab kom frem til, at en opbygning af landene i regionen var lige så vigtig, som sikringen af fred.
Det var imidlertid først efter invasionen i Irak, at det civil-militære samarbejde for alvor fik luft under vingerne.
I dag varetages funktionen af 1. Artilleriafdeling under Danske Artilleriregiment.